# Barm-e Delak
Barm-e Delak (Perzisch: برمدلک) is een locatie waar in de rotsen gebeeldhouwde reliëfs uit het Sassanidentijdperk zichtbaar zijn. Het rotsachtige gebied ligt ongeveer tien kilometer ten zuidoosten van Shiraz in de provincie Fars, (Iran). De reliëfs stonden bekend als Bahram-e Dundalk in het Middelperzisch, wat Bahrams hart betekent. 
De locatie is gelegen in de buurt van een rivier, aan de oostelijke kant van een rotspunt. Het bestaat uit vier in rotsen gebeeldhouwde reliëfs. Het eerste reliëf toont een familietafereel, gebeeldhouwd in een unieke stijl ter ere van koning Bahram II. Daarop staat de koning, die een lotusbloem aan zijn vrouw aanbiedt.